# 1785 год в литературе

## События
- 1 января — первый выход в свет газеты Daily Universal Register (позже The Times).
- 14 апреля — Томас Уортон стал поэтом-лауреатом.
- Начало выпуска первого детского журнала в России «Детское чтение для сердца и разума», издавался до 1789 года в университетской типографии издателя и общественного деятеля Новикова Николая Ивановича еженедельно как бесплатное приложение к газете «Московские ведомости».

## Книги

### Поэзия
- Янош Бачани — поэма «Мужество венгров»
- Роберт Бёрнс — стихотворение «Полевой мыши, гнездо которой разорено моим плугом»
- Михаил Херасков — эпическая поэма «Владимир возрождённый»
- Фридрих Шиллер — «Ода к радости»

### Проза
- Рудольф Эрих Распе — «Удивительные путешествия на суше и на море, военные походы и весёлые приключения барона фон Мюнхгаузена, о которых он обычно рассказывает за бутылкой в кругу своих друзей»
- Маркиз де Сад — роман «Сто двадцать дней Содома, или Школа разврата»

### Философия
- Иммануил Кант — «Основы метафизики нравственности»
- Уильям Пейли — «Принципы морали и политической философии»
- Томас Рид — «Опыты об интеллектуальных способностях человека»

## Родились
- 4 января — Якоб Гримм, немецкий писатель и филолог, старший из братьев Гримм.
- 7 марта — Алессандро Мандзони, итальянский писатель-романтик.
- 21 марта — Генри Кирк Уайт, английский поэт (ум. 1806).
- 24 марта — Ян Голлы, словацкий поэт.
- 4 апреля — Беттина фон Арним, немецкая писательница.
- 6 мая — Арвид-Август Авцелиус, шведский поэт, писатель и лютеранский священник.
- 18 мая — Джон Уилсон, шотландский писатель.
- 17 июля — Анна Петровна Зонтаг, русская писательница.
- 18 июля — Фредерик Зибберн, датский поэт и философ.
- 19 июля — Викторен Фабр, французский писатель.
- 15 августа — Томас Де Куинси, английский писатель.
- 18 октября — Томас Лав Пикок, английский писатель-сатирик и поэт.
- 30 октября — Герман фон Пюклер-Мускау, немецкий писатель.
- 13 ноября — Кэролайн Лэмб, английская писательница.

## Умерли
- 14 апреля — Уильям Уайтхед, английский поэт и драматург.
- 13 сентября — Иоахим Ибарра, испанский книгопечатник.
- 31 августа — Пьетро Кьяри, итальянский поэт, писатель и аббат.
- 25 ноября — Ричард Гловер — английский поэт, писатель и политический деятель; член Палаты общин Великобритании (р. 1712).
- 29 декабря — Йохан Вессель, датский и норвежский поэт.